# Palmorchis pandurata
Palmorchis pandurata är en orkidéart som beskrevs av Charles Schweinfurth och Donovan Stewart Correll. Palmorchis pandurata ingår i släktet Palmorchis och familjen orkidéer.
Artens utbredningsområde är Ecuador. Inga underarter finns listade i Catalogue of Life.